# Qian Daxin
Qian Daxin 錢大昕 (Jiading -actual Shanghai- 1728 - 1804) filòsof, científic, historiador, acadèmic, escriptor i poeta xinès.

## Biografia
Qian Daxin va néixer el 16 de febrer de 1728 a l'actual Waigang, districte de Jiading a Shanghai. Fill d'una família de lletrats de Jiangsu. El 1749 Qian Daxin va ser admès a l'Acadèmia Ziyang de Suzhou per estudiar. L'Acadèmia Ziyang es va construir a principis de la dinastia Qing. Després de ser reconstruïda a principis del regnat de l'emperador Yongzheng, l'acadèmia va canviar el seu enfocament d'estudiar la ment i la natura a estudiar la literatura i l'arqueologia antigues. L'estil d'estudi va canviar en conseqüència. , i es va convertir en una posició important per als sinòlegs. El fort ambient acadèmic de l'acadèmia li va proporcionar bones condicions per concentrar-se en els clàssics i la història.Inicialment va obtenir el grau de "juren"a nivell provincial i l'any 1754 va obtenir el grau (jinshi) desprès de d'aprovar l'examen imperial i desprès el "shuijishi".La seva carrera oficial està lligada a la cultura, a les lletres i a l'ensenyament (on ja va destacar de molt jove). Un cop obtingut el doctorat va treballar durant 20 anys a l'Acadèmia Hanlin.
Va ser director de diversos exàmens per obtenir el "mandarinat", preceptor de prínceps i rector de diverses acadèmies privades.
A partir de 1778 va ensenyar en diverses acadèmies com Zhongshan, Loudong, Ziyang, Nanjing, Songjia i Suzhu. Va dedicar moltes energies als estudis històrics, on a diferència d'altres historiadors de l'època va desenvolupar metodologies de recerca on feia servir matèries com les matemàtiques i l'astronomia.
Va investigar diverses dinasties no xineses com la Liao (907-1125), Jin (115-1234) i Yuan (1271-1368). Va compilar un petit diccionari sobre préstecs fonètics. i en la compilació de la Geografia Imperial. També es va interessar per temes de fonologia dels caràcters xinesos antics.

## Obres
- Sanshi shiyi 三史拾遺
- Ershier shi kaoyi 二十二史考異
- Shijiazhai yangxin lu 十駕齋養新錄
- Zhushi shiyi 諸史拾遺
- Tongjian zhubian zheng 通鑒養新錄
- Yinianlu 疑年錄